# Reinhold Lang (Autor)
Reinhold Lang (* 30. Juni 1955 in Mainburg) ist ein deutscher Autor und Fotograf.

## Leben
Lang studierte Lehramt für Mittelschulen in Regensburg und war von 1980 bis 2019 Lehrer an der Hallertauer Mittelschule in Mainburg.
Daneben war er im Alpenverein Mainburg tätig.

## Veröffentlichungen
- Hallertau – Hopfen · Bier · Beton. Pinsker Verlag, Mainburg 1993, ISBN 978-3-920746-40-1.[3]
- Barbieland ist abgebrannt. Erzählung, Fouqué-Literaturverlag, Egelsbach 2001, ISBN 978-3-8267-4774-8.
- Das Hallertau-Lesebuch. Bilder und Geschichten aus der Hallertau. Pinsker Verlag, Mainburg 2004, ISBN 3-936990-11-5.
- Mit Ralf Lutzenburger (Hrsg.): Erlebte Berge. Geschichte und Geschichten vom Mainburger Alpenverein. Pinsker-Verlag, Mainburg 2007, ISBN 3-920746-51-1.[4]
- Hallertauer Geschichten. Verlag Deutsches Hopfenmuseum Wolnzach, ISBN 978-3-929749-07-6.[5]
- Von der Hallertau zur Donau. Werkstatt für Schwarze Kunst, Mainburg 2019, ISBN 978-3-920746-60-9.[6]
- Weltenburger Enge – Augenblicke zwischen Donau und Altmühl. Werkstatt für Schwarze Kunst, Mainburg 2023, ISBN 978-3-920746-64-7.[7]